# Велико-Фосенська волость
Велико-Фосенська волость — історична адміністративно-територіальна одиниця Овруцького повіту Волинської губернії Російської імперії. Волосний центр — село Велика Фосня.
Станом на 1885 рік складалася з 12 поселень, 9 сільських громад. Населення — 7109 осіб (3606 чоловічої статі та 3504 — жіночої), 301 дворове господарство.
|                     | Площа, десятин | У тому числі орної, дес. |
| ------------------- | -------------- | ------------------------ |
| Сільських громад    | 4478           | 3660                     |
| Приватної власності | 13733          | 7215                     |
| Казенної власності  | 38             | 33                       |
| Іншої власності     | 141            | 92                       |
| Загалом             | 18690          | 11000                    |

Основні поселення волості:
- Велика Фосня (пол. Chwośnia Wielka[2])  — колишнє власницьке село при річці Юльшанка за 5 верст від повітового міста, 637 осіб, 72 двори, православна церква, школа, постоялий будинок, винокурний завод. За версту — смоляний завод з водяним млином. За 3 версти — село шляхти Гошів з православною церквою, 3 гончарними заводами. За 12 верст — гончарний завод. За 8 верст — село різночинців Мошек з 793 мешканцями, православною церквою та постоялим будинком.
- Васьковичі — колишнє власницьке село при річці Шістин, 105 осіб, 10 дворів, православна церква, 3 постоялий двори, постоялий будинок.
- Ігнатпіль — колишнє власницьке село при річці Жереві, 240 осіб, 22 двори, православна церква, поштова станція, постоялий будинок.
- Мала Фосня — колишнє власницьке село, 237 осіб, 24 двори, православна церква, водяний млин.